# Afrogarypus triangularis
Espèce
Synonymes
- Garypus minutus triangularis Ellingsen, 1912
- Garypus triangularis Ellingsen, 1912
- Geogarypus triangularis (Ellingsen, 1912)

Afrogarypus triangularis est une espèce de pseudoscorpions de la famille des Geogarypidae.

## Distribution
Cette espèce est endémique d'Afrique du Sud. Elle se rencontre au Cap-Oriental et en État-Libre.

## Description
Le mâle décrit par Neethling et Haddad en 2017 mesure 2,08 mm et la femelle 2,10 mm.

## Systématique et taxinomie
Cette espèce a été décrite sous le protonyme Garypus minutus triangularis par Ellingsen en 1912. Elle est placée dans le genre Geogarypus par Chamberlin en 1930. Elle est élevée au rang d'espèce par Beier en 1964 puis placée dans le genre Afrogarypus par Neethling et Haddad en 2017.

## Publication originale
- Ellingsen, 1912 : The pseudoscorpions of South Africa, based on the collections of the South African Museum, Cape Town. Annals of the South African Museum, vol. 10, p. 75-128 (texte intégral).